# S.C.I.E.N.C.E.
Albums de Incubus
Enjoy Incubus
(1997) Make Yourself
(1999)
S.C.I.E.N.C.E. est le deuxième album du groupe Incubus, sorti chez Sony le 9 septembre 1997. Vendu à 740.000 copies aux États-Unis, il contient en plus des musiques une vidéo officielle (le clip de la chanson A Certain Shade of Green).
L'ambiance globale de cet opus diffère quelque peu des précédents (Fungus Amongus et Enjoy Incubus), l'expérience apportée permettant au groupe d'orienter leur jeu vers un ensemble plus cohérent : les influences musicales de base du groupe (le metal, le funk et le hip hop) s'étendent vers d'autres horizons plus ou moins proches, tels que la techno, le trip hop (Calgone, Magic Medicine, qui inclut des samples d'une voix féminine lisant un recueil pour enfants) ou même le jazz (Summer Romance (Anti-Gravity Love Song)). « Les nombreux styles de cet album ne se mélangent tous pas parfaitement, mais parviennent à créer un son sûr qui définit la bande. Incubus a également cherché à construire des chansons optimistes et dansantes; un travail remarquable dans un genre qui tend à placer le décibel avant la qualité de son » selon le journaliste David Thomas du site AllMusic.
Le titre, ainsi que l'apparition de Chuck sur la couverture (le bonhomme moustachu déjà présent sur la pochette de Enjoy Incubus, en réalité le père de Brandon Boyd) restent assez énigmatiques.
L'album est considéré par certains fans comme l'essence du style d'Incubus, et même comme leur premier véritable album. Le mélange de styles et d'influences qu'il contient est propre au groupe, et leur a valu de bonnes critiques.

## Liste des pistes
| No  | Titre                                   | Durée |
| --- | --------------------------------------- | ----- |
| 1.  | Redefine                                | 3:19  |
| 2.  | Vitamin                                 | 3:13  |
| 3.  | New Skin                                | 3:51  |
| 4.  | Idiot Box                               | 4:07  |
| 5.  | Glass                                   | 3:37  |
| 6.  | Magic Medicine                          | 3:03  |
| 7.  | A Certain Shade of Green                | 3:11  |
| 8.  | Favorite Things                         | 3:11  |
| 9.  | Summer Romance (Anti-Gravity Love Song) | 4:26  |
| 10. | Nebula                                  | 3:50  |
| 11. | Deep Inside                             | 3:55  |
| 12. | Calgone                                 | 16:03 |